# 福井裕一郎
福井 裕一郎（ふくい ゆういちろう、1967年8月30日 - ）は、NHKの元シニアアナウンサーで、管理職。

## 人物
駒場東邦高等学校を経て東京大学卒業後、1990年入局。

## 過去の出演番組
福岡局時代
- 九州沖縄一本勝負（小野卓司の後任として終了まで）
- 九州沖縄 金曜リポート（〜2004年3月、後任は岡野暁）

東京アナウンス室時代
- NHKジャーナル（ラジオ第1、キャスター。福島異動直前まで）

福島放送局時代
• 福島県のニュース
• 放送部副部長（アナウンス統括）
• 福島放送局制作番組の編集責任者
仙台放送局時代
• 宮城県・東北地方のニュース
• 管理業務全般
• アナウンス専任部長
名古屋局時代
- アナウンス専任部長
- 東海3県・東海北陸のニュース など[1]
- ウィークエンド中部（「ういちゅ〜川柳」の川柳作品の朗読）